# Xã Markey, Michigan
Xã Markey (tiếng Anh: Markey Township) là một xã thuộc quận Roscommon, tiểu bang Michigan, Hoa Kỳ. Năm 2010, dân số của xã này là 2.360 người.